# Que te recontra
Que te recontra es el sexto álbum del grupo uruguayo de Art Rock, La Tabaré Riverock Banda, lanzado de forma independiente en 1999 a través del sello de la banda DBD, originalmente solo en formato CD.

## Contexto
Dos de los integrantes de La Tabaré, Ricardo Dipaolo (sonidista) y Andrés Burghi (baterista), decidieron hacer su propio sello discográfico y así crean el sello DBD (Dipa – Burghi – Discos), siendo éste el único disco editado por el sello. 

## Grabación
Realizaron una larga preproducción de más de cuatro meses, grabando y volviendo a regrabar en La Rosca, estudio de Gastón Ackerman. Se registró en el mismo estudio y Hernán Rodríguez y Ackermann lo llevaron a masterizar a Buenos Aires.
Jorge "Flaco" Barral grabó su voz un año antes en el mismo estudio, con una base semi armada de sus temas, a la que luego se le fue agregando el resto.
Eduardo Larbanois hizo todos los arreglos de guitarras que interpretó.
Gustavo Cordera junto a la Bersuit Vergarabat, ya había compartido escenarios varias veces con la Tabaré en Buenos Aires y en Montevideo. 
El año anterior a la grabación (26 y 27 de setiembre de 1998) La Tabaré Teatrock Banda había estrenado en el Teatro SESC de Porto Alegre (Brasil), la opereta “Putrefashion”  y luego (desde el 1 de octubre hasta el 27 de noviembre) la representaron en Montevideo en el Teatro El Galpón.  El mismo año de la grabación de "Que te recontra", la reestrenan (el 12 de junio y hasta mediados de agosto) en el Teatro Puerto Luna. Los cuatro actores que participaban son invitados a grabar, repitiendo algunos de sus parlamentos en el tema homónimo de esa opereta.

## Presentación
El disco tuvo dos presentaciones oficiales en Montevideo. La primera presentación fue para la prensa en Arteatro, el 24 de noviembre, y la presentación al público se hizo en La Factoría, el 4 de diciembre de 1999. 
También lo presentaron en Buenos Aires el 12 de agosto del año siguiente, en el mítico Cemento, fecha que compartieron con la banda local Las Pelotas. 

## Lista de canciones
Todos  los temas pertenecen en letra y música a Tabaré J. Rivero, excepto los indicados.
| N.º | Título                                                                          | Duración |  |
| 1.  | «Alegrís»                                                                       | 4:08     |  |
| 2.  | «Apología de los vagos»                                                         | 4:07     |  |
| 3.  | «Ojalá (ya no será)»                                                            | 3:30     |  |
| 4.  | «Mabelín» (versión del tema Maybellene, de Chuck Berry)                         | 1:44     |  |
| 5.  | «Negro de más»                                                                  | 4:02     |  |
| 6.  | «Fuckin’soneto/ Dequerusa» (Letra: Tabaré J. Rivero - Música: Hernán Rodríguez) | 3:45     |  |
| 7.  | «Lulú me dijo»                                                                  | 4:15     |  |
| 8.  | «Memorias de la sirvienta»                                                      | 3:49     |  |
| 9.  | «Ola de Holas»                                                                  | 3:17     |  |
| 10. | «Dame tu sonrisa loco / Cada hombre es un camino» (Jorge Barral)                | 3:26     |  |
| 11. | «Buscando Amérikua»                                                             | 2:48     |  |
| 12. | «Putrefashion (1)»                                                              | 5:18     |  |

(1) Tema de la opereta homónima del mismo autor, estrenada con La Tabaré Teatrock Banda en Porto Alegre (Brasil) el 26/09/1998 en el teatro SESC y en Montevideo el 01/10/1998 en el Teatro El Galpón.

## Músicos
- Tabaré J. Rivero: voz y cavaquito
- Hernán Rodríguez: guitarras y coros
- Mónica Navarro: voy y kazoo
- Jorge Pí: bajo, contrabajo y coros
- Gastón Ackermann: batería y trompeta, teclado

## Músicos invitados
- Jorge Barral: voz en "Dame tu sonrisa loco / Cada hombre es un camino"
- Eduardo Larbanois: guitarras españolas en “Memorias de la sirvienta”
- Gustavo Cordera: voz en "Ojalá (Ya no será)"
- Alejandro Balbis: voces de murga en "Alegrís"
- Fernando "Cacho” Rodríguez: percusión en "Negro de más", "Alegrís" y “Buscando Amérikua”
- Nicolás Mora: bandoneón en "Fuckin' soneto dequerusa" y "Lulú me dijo"
- Schubert Giossa: platillos de murga en "Alegrís”
- Pablo "Cachete" Iribarne: bombo y redoblante de murga en “Alegrís"

## Actores Invitados
- Lourdes Ferrari: voz en "Putrefashion"
- Carla Moscatelli: voz en "Putrefashion"
- Gustavo Didoné: voz en "Putrefashion"
- Marcelo Claro: voz en "Putrefashion"

## Ficha técnica
- Grabación y Pre Mezcla: Gastón Ackermann
- Mezcla: Juanjo Burgos, Gastón Ackerman y Hernán Rodríguez (en el estudio El Pie, en Bs. As. – Argentina)
- Masterización: Mario Breuer (en el estudio El Pie, en Bs. As. – Argentina)
- Producción: Hernán Rodríguez y Gastón Ackermann
- Producción ejecutiva: Andrés Burghi y Ricardo “Dipa” Dipaolo
- Fotografías: Diego Vidart
- Diseño Gráfico: Sofía Battegazzore
- Sonido (en vivo): Ricardo “Dipa” Dipaolo
- Prensa: Lorena Bello
- Representante artístico: Andrés Rega